# 金子博徳
金子 博徳（かねこ ひろのり）は、日本の医師。医学博士。日本整形外科学会整形外科専門医・北里大学北里研究所病院院長。専門は整形外科。股関節外科、骨粗鬆症の専門医として知られる人物である。

## 人物
東京都出身。1994年に慶應義塾大学医学部卒業。
2002年にアメリカ合衆国コネチカット大学に留学、本場の整形外科治療法を学び、2005年に日本へ帰国後、慶應義塾大学医学部へ復帰。
2012年に北里大学北里研究所病院 臨床准教授に就任。
2017年に北里研究所病院整形外科部長(統括部長)。
2024年6月より北里大学北里研究所病院病院長就任。

## 主な著書
- 『ナビゲーションを利用した整形外科手術 』（メジカルビュー、2015年）